# Roberto Carlos (álbum de 1990)
Roberto Carlos é o trigésimo álbum de estúdio do cantor e compositor Roberto Carlos, lançado em 30/11/1990 pela gravadora CBS. Seguindo na linha romântica, o Rei encontra na faixa composta pela dupla de hit makers, Michael Sullivan e Paulo Massadas, a radiofônica "Meu Ciúme", o grande sucesso deste álbum.

## Faixas - Composição e Duração
| Nº  | Título                                  | Composição                           | Duração |
| --- | --------------------------------------- | ------------------------------------ | ------- |
| 1.  | "Super Herói"                           | Roberto Carlos-Erasmo Carlos         | 5:26    |
| 2.  | "Meu Ciúme"                             | Michael Sullivan-Paulo Massadas      | 4:37    |
| 3.  | "Por Ela" (Por Ella)                    | José Manuel Soto-Biafra-Aloysio Reis | 4:21    |
| 4.  | "Pobre de Quem Me Tiver Depois de Você" | Roberto Carlos-Erasmo Carlos         | 5:14    |
| 5.  | "Cenário"                               | Eduardo Lages-Paulo Sérgio Valle     | 4:52    |
| 6.  | "Quero Paz"                             | Roberto Carlos-Erasmo Carlos         | 5:38    |
| 7.  | "Um Mais Um"                            | Carlos Colla-Gilson                  | 4:37    |
| 8.  | "Porque a Gente Ama"                    | Roberto Carlos-Erasmo Carlos         | 5:18    |
| 9.  | "Como as Ondas Voltam Para o Mar"       | Roberto Carlos-Erasmo Carlos         | 4:38    |
| 10. | "Mujer"                                 | Roberto Livi-Salako                  | 3:55    |

Ficha Técnica
Estúdios:
Westlake - West Hollywood - California - EUA
Criteria Recording Studios - Miami - Florida - EUA
Sigla - Rio de Janeiro
Estúdio Transamérica - Rio de Janeiro
Produção Geral:
Roberto Carlos
Produção Executiva:
Sérgio Lopes
Faixa "Mujer", produzida por Roberto Livi
Faixa "Super Herói", produzida por Sérgio Lopes
Faixa "Por Ela", produzida por Mauro Motta
Engenheiros de Gravação:
Rick Ruggieri, Ted Stein e Edu de Oliveira
Engenheiros de Mixagem:
Rick Ruggieri, Michael Couzzi e Eric Schilling
Assistentes de Gravação e Mixagem:
John Fundins Land, Keith Rose, Steve Whaley, Andrew Roshberg, Mark Kriege e Kurt Berge
Corte Digital:
Élio Gomes (CBS, Rio de Janeiro)
Fotos:
Nicola Dill (The Beverly Hilton - Beverly Hills - California - EUA -19/09/1990)